# Gestion intégrée des documents
Pour les articles homonymes, voir GID.
 (juillet 2021).
La gestion intégrée des documents (ou GID) en format papier ou numérique est un système pérenne de gestion dont les composantes sont intégrées afin de donner, aux personnes accréditées, accès à toute l’information pertinente portée par un support qui documente les activités d’une organisation. Il s'agit de la forme la plus évoluée et la plus récente du Records management puisqu'elle vise à gérer de façon intégrée à la fois les documents administratifs, les documents d'archives de conservation permanente et la documentation de référence : documents et dossiers en format papier, des documents microfilmés et documents électroniques (fichiers informatiques, page Web...).

## Caractéristiques
Système - Un système est un ensemble organisé, structuré d’éléments interreliés, en interactions qui évoluent dans le temps. Ces éléments sont :
- un environnement où se déroulent les opérations de traitement des intrants,
- un ou des intrants à traiter pour obtenir un résultat escompté,
- une séquence présentant l'ordre des opérations de traitement des intrants,
- des ressources humaines, financières, matérielles (physiques) et informationnelles (connaissances et savoir-faire) nécessaires pour le traitement des intrants,
- un ou des extrants (résultat obtenu à la suite du traitement des intrants) et
- une fonction, c'est-à-dire son intégration dans un ensemble donné.

La GID est un système dont les intrants sont les documents produits ou reçus par l'organisation. Le traitement de ces documents doit se faire selon une séquence prédéterminée : identification, classification, enregistrement, description, classement, contrôle de la circulation, classement, transfert au semi-actif, versement dans les archives ou élimination. Ces étapes de traitement auront comme résultat, ou extrant, le partage de l'ensemble documentaire en unités actives, semi-actives, essentielles, et archivées. Toutes ces opérations se font dans un environnement précis : les unités administratives, le local d’entreposage des documents semi-actifs, la voûte, le local de conservation des documents d'archives, le centre de documentation... Elles sont effectuées par l’ensemble des ressources humaines de l’organisation : personnel de secrétariat, d’encadrement, professionnel, technique qui se facilite la tâche en consultant les manuels de procédures et en utilisant les ressources financières, le matériel et l'équipement disponible. 
Système pérenne - La pérennité du système de GID, c’est-à-dire sa capacité de se maintenir dans le temps, doit être assurée, peu importe les événements qui peuvent affecter l’organisation : mouvements des ressources humaines, réorganisations administratives, changements technologiques, sinistres, transformation de la mission, croissance…
Système de gestion - La GID est un système de gestion au même titre que les autres systèmes d’une organisation : systèmes de gestion des ressources humaines, de gestion de la paie, de gestion des communications… Les fonctions de gestion que sont la planification, l’organisation, l’administration, le contrôle et l’évaluation ont pour équivalent la conception, le développement, le déploiement et la maintenance des composantes du système de GID.
Composantes - Un système de GID est composé de documents normatifs (politiques, normes, directives, procédures…) pour encadrer les processus, de plans de classification (ou plan de classement) pour structurer l’information, d’un calendrier de conservation pour la gestion du cycle de vie des documents et de solutions logicielles pour enregistrer et repérer les unités documentaires et automatiser les processus.
Composantes intégrées - Pour qu’un système de GID soit efficace, ses composantes doivent être intégrées. Par exemple, pour la gestion des documents administratifs, les règles du calendrier de conservation doivent être reliées aux rubriques du plan de classification et ces deux outils de gestion documentaire doivent être intégrés au logiciel de GID. Le système doit constituer un guichet unique pour la gestion intégrée des documents administratifs actifs et semi-actifs, des documents d’archives de conservation permanente, de la documentation de référence et des autres informations portées par un support. Il doit prendre en charge la gestion des documents en format papier et technologiques.
Donner accès - Il s’agit ici de la raison d’être, de la fonction principale d’un système de GID : donner accès à la mémoire organisationnelle afin d’assurer la continuité des activités reliées aux domaines d’affaires et à celles de la gestion interne de l’organisation.
Personnes accréditées - Tout système de GID doit être doté de règles logiques et physiques d’accès à l’information et de protection des renseignements personnels ainsi que des informations sensibles et confidentielles.
Information portée par un support - La GID est un système de gestion de documents tel que défini dans la Loi concernant le cadre juridique des technologies de l’information du Québec : textes, sons ou images ou une combinaison de ceux-ci portés par tout type de support.
Information pertinente - Dans un système de GID, les documents ont une valeur administrative, financière, juridique, archivistique, historique, patrimoniale, documentaire ou informative. Pour assurer l’accès aux seuls documents pertinents, le système doit permettre l’identification, l’inventaire et l’accessibilité de l’information utile et la destruction planifiée et autorisée de toutes les unités documentaires devenues obsolètes dont l’organisation doit se départir.
Information qui documente - L’information qu’une organisation crée, reçoit ou acquiert au quotidien sert à documenter les activités passées et en cours qui découlent de l’accomplissement de sa mission (la livraison des produits et des services à des clients ou à des citoyens) ou de la réalisation de ses activités administratives en soutien à la mission.
Activités - Dans une organisation, les activités réalisées sont génératrices de documents créés, reçus ou expédiés : c’est sur la base de ces activités que sont constitués les dossiers et c’est en relation avec elles qu’est acquise la documentation de référence.
Organisation - Bien qu’il y ait de nombreux points communs entre toutes les organisations et, en particulier, entre celles d’un même secteur d’activité, chaque système de GID possède des caractéristiques spécifiques qui en font un système organisationnel qui doit répondre aux besoins propres à chaque organisme.

## GID et GED
Le concept de la gestion intégrée des documents (GID) est plus global que celui de la gestion électronique de documents (GED, aussi nommée GEID  ou GEIDE) que l’Office québécois de la langue française définit comme étant la « gestion, par des moyens informatiques, du cycle de vie complet d'un document électronique (textuel, graphique, sonore, etc.), allant de sa création à sa destruction, en passant par sa modification, sa publication, sa diffusion, etc., de manière à optimiser l'accès à ce document, à l'information qu'il contient et à l'information qui le concerne ».

## Le système de GID et les processus d’affaires
Le système de GID fait partie des systèmes ou processus qui constituent le cœur de tous les processus d’affaires d’une organisation. 
Par exemple, dans une séquence logique, le processus d’achat de matériel ou d’équipement qui peut être composé des phases caractéristiques de la façon dont l’organisation effectue un achat : évaluation des besoins, recherche de fournisseurs et d'informations sur les produits susceptibles de satisfaire le besoin, définition, si nécessaire, des critères d'évaluation du produit, évaluation des produits en fonction des critères retenus, choix et décision d'achat, émission du bon de commande, confirmation de la réception, demande de paiement du fournisseur. 
Le déroulement de ce processus exige la recherche et la consultation d’information existante, la collecte et la réception d’information inexistante dans l’organisation ainsi que la création et l’expédition de nouvelles informations qui pourront être utilisées par un autre processus d’affaires (par exemple celui du paiement des comptes fournisseurs) ou pour un autre processus d’achat de produit.
Les décisions dans l’accomplissement d’un processus d’affaires peuvent reposer sur trois éléments : 
- l’intuition de la personne qui intervient dans le cours du processus;
- sa mémoire personnelle (ses connaissances ou l’information personnelle qu’elle possède) et, jusqu’à un certain point, son expertise, ou;
- la mémoire organisationnelle que sont les documents, les dossiers et la documentation de référence existants.

Du point de vue de l’organisation, les deux premiers éléments la placent en situation de fragilité : l’intuition et la mémoire individuelle peuvent faire défaut d’autant plus que les mouvements de ressources humaines peuvent avoir comme résultat la difficulté de récupérer l’information voire le risque de perte d’information précieuse. Seule la mémoire organisationnelle consignée sur un support, structurée, enregistrée, repérable et épurée de façon planifiée de ses éléments obsolètes peut garantir le déroulement harmonieux d’un processus d’affaires et l’atteinte des résultats attendus. 
Le système de GID s’insère donc dans ce que l’on pourrait appeler la chaîne INFORMATION – DÉCISION – ACTION. 
Information – Pour prendre une décision éclairée, il est impératif de consulter l’information que possède déjà l’organisation sous forme de documents, de dossiers ou de documentation de référence et, au besoin, de rechercher, recueillir des informations supplémentaires ou plus à jour pour mettre à niveau la mémoire organisationnelle actuelle afin de compléter les dossiers ou la documentation de référence existants.  Les composantes du système de GID y jouent un rôle stratégique d’interface entre les décisions à prendre et l’information requise, ainsi que de régulateur de la masse documentaire utile par l’application de règles de conservation et d’élimination.
Décision – Elle peut être prise, une fois documentée.
Action – Toute décision appelle normalement une action sur un objet : commande (action) du produit XYZ (objet). Les traces de cette action sont consignées dans un ou des documents produits, reçus ou expédiés. Les nouveaux documents viennent alors compléter les dossiers existants.
Ce paradigme de boucle sans fin s’applique à tous les processus d’affaires d’une organisation tant que celle-ci est en activité. Le système de GID doit évoluer au rythme de l’organisation : sa fiabilité, son intégrité et son exploitabilité doivent être assurées et transcender la mouvance incontournable du personnel.

## Le système de GID et les autres systèmes de l’organisation
Pour réaliser leurs activités de gestion interne et de leurs domaines d’affaires en lien avec leurs missions, les organisations ont généralement développé ou acquis des systèmes informatiques dont les bases de données permettent de stocker des informations organisationnelles ou sectorielles et de produire, au besoin, des documents en format papier ou technologiques. 
Pour leur gestion interne, la très grande majorité des organisations utilisent des systèmes informatisés de comptabilité ou de gestion des ressources financières. Certaines ont automatisé les relations avec leurs fournisseurs et une partie de la gestion de leurs ressources humaines. Elles peuvent aussi compter sur des bases de données de contacts avec leurs clients ou leurs citoyens, d’inventaire de leurs ressources matérielles, de suivi des projets… 
Pour la gestion des domaines d’affaires propres à chacune des organisations, il existe également des systèmes informatiques propres à certaines activités qui découlent de leur mission. Un établissement de santé, par exemple, utilisera, entre autres, un système de gestion des dossiers des usagers. Une maison d’enseignement, un système de gestion des dossiers des élèves. Un tribunal administratif, un système de gestion des audiences. Une entreprise manufacturière, un système de gestion de la production…
Tous ces systèmes ne permettent de prendre en charge qu’une certaine portion de l’ensemble des documents produits ou reçus, des dossiers et de la documentation de référence qui peut varier d’une organisation à une autre. Comme le système de GID ne peut non plus assurer l’enregistrement, la description et le repérage et la gestion de la totalité de l’information portée par un support dans une organisation.[pas clair]
On pourrait illustrer cette réalité au moyen de la métaphore du fromage gruyère dans lequel les trous sont les différents systèmes informatiques d’un organisme (leur nombre variant selon chaque organisation) alors que la matière correspondant au fromage est celle qui doit être prise en charge par le système de GID. Celui-ci doit toutefois recenser et localiser tous les autres systèmes existants et documenter la gestion du cycle de vie des informations qui y sont stockées. Si ces applications logicielles spécifiques produisent des documents en format papier ou technologiques, résultats du traitement des données que l’application logicielle ne conserve pas, ceux-ci deviennent des objets de gestion du système de GID.
Le système de GID d’une organisation dans ses composantes « plan de classification » et « calendrier de conservation » se doit d’être unique à l’échelle de l’organisation. Cependant l’application logicielle de GID peut, selon la taille, les politiques et la culture organisationnelle et en fonction des besoins réels d’accès à l’ensemble ou à une partie de l’information de l’organisme, être fractionnée en sous-ensembles. On pourrait imaginer la mise en place de multibases documentaires accessibles à des groupes limités d’utilisateurs avec la possibilité d’une gestion et d’un contrôle centralisés sur le respect des orientations organisationnelles de gestion documentaire. 

## De l’archivistique à la gestion intégrée des documents (GID)
La réflexion sur l’organisation, la conservation, l’utilisation et la gestion des documents dans les administrations publiques remonte au XIVe siècle, époque où sont apparus les premiers « centres d’archives » regroupant les documents appuyant les droits de l’administration des États. Il faudra attendre deux siècles plus tard pour voir apparaître les premiers documents normatifs à l’origine du métier actuel de spécialiste de la GID.
L’archivistique à la française – La France a été le leader dans la conceptualisation des processus de gestion et de mise en valeur des documents d’archives de conservation permanente. C’est d’ailleurs à l’historien, bibliothécaire et archiviste français Natalis de Wailly, que l’on doit, en 1841, le principe de la constitution et du respect des fonds documentaires. Cette norme toujours reconnue universellement vise à considérer les ensembles de documents en fonction de leur provenance – l’organisation qui les a produits ou reçus –, les fonds d’archives étant progressivement constitués comme preuve des droits et des activités de l’organisme et comme source privilégiée de l’histoire, préoccupation première des archivistes français de l’époque. Toute la théorie de l’archivistique qui fut par la suite élaborée fut consignée, en 1970, dans un manuel, outil de référence majeur pour qui souhaitait s’initier au métier d’archiviste et approfondir les concepts encore appliqués de nos jours dans les institutions gardiennes de documents d’archives.  
Le Records Management (RM) à l'américaine – La Première Guerre mondiale et celle qui a suivi ont mis en évidence l’importance pour les nations belliqueuses d’assurer la protection d’informations sensibles contenues dans un certain nombre de documents. De plus, à la fin des conflits, surtout après 1945, il fallait trouver des solutions face à l’accumulation de quantités phénoménales de documents et de dossiers, entre autres ceux découlant des nouveaux services à offrir aux vétérans et aux veuves de guerre. Un principe, la théorie des trois âges, fut alors énoncé :  les documents passent successivement par trois phases. Ils sont d’abord actifs, utilisés couramment; ils deviennent semi-actifs, moins utiles; enfin, après leur utilisation à des fins administratives, certains d’entre eux ont comme sort final la conservation permanente alors que d’autres sont voués à la destruction. Les fondements du Records Management furent par la suite établis, en 1947, par l’archiviste américain Theodore Schellenberg. La distinction entre l’ « Archives Management » et le « Records Management » allait se concrétiser par la création des National Archives and Records Services (NARS) dans la structure administrative des Archives américaines et grandement influencer l’approche québécoise. Un des ouvrages phares sur le sujet a sans nul doute été celui de William Benedon publié en 1969 et intitulé Records Management.
L'archivistique à la québécoise – Au Québec, la pratique de la gestion documentaire a suivi le modèle français jusqu'au début du XXe siècle où, à la suite des expériences américaines, elle se transforma peu à peu. L’institution responsable uniquement de la garde des documents d’archives de conservation permanente du Québec a été créée en 1920. Les premiers systèmes de gestion des documents administratifs (Records management) ont été déployés à Hydro-Québec et dans un ou deux ministères du gouvernement québécois vers la fin des années 1960. Au début des années 1970, au sein de l’Association des archivistes du Québec, la dichotomie « archives » et « gestion des documents » s’est rapidement imposée sous la forme de deux sections professionnelles. Dans les années 1980, avant l’adoption de la loi québécoise sur les archives, une approche dite de l’« archivistique globale » fut élaborée à l’École de bibliothéconomie et des sciences de l’information (EBSI) de l’Université de Montréal. Cette théorie qualifiait d’ « archives » tous les documents actifs, semi-actifs et inactifs d’une organisation et d’ « archivistes » les professionnels spécialistes de leur gestion, tentant de fusionner les concepts français et américains. Si le modèle proposé pouvait s’appliquer dans certaines universités pour des raisons stratégiques, ce concept n’a jamais correspondu à la réalité gouvernementale québécoise où les « archivistes » étaient et sont toujours regroupés au sein des Archives nationales du Québec (ANQ), aujourd’hui Bibliothèque et Archives nationales du Québec (BAnQ). Dans les ministères et les organismes gouvernementaux, ce sont plutôt des analystes ou conseillers en gestion des documents qui sont responsables de la conception, du développement et du déploiement des systèmes de gestion documentaire.
La gestion des documents administratifs et des archives (GDAA) – Quelques années plus tard, à l’Université du Québec à Montréal (UQAM), la distinction des fonctions liées à la gestion des documents administratifs, d’une part, et à la gestion des archives, de l’autre, le tout intégré dans une démarche globale, remettait en cause l’approche archivistique. Selon ce modèle conceptuel, les documents et les dossiers ont d’abord une vie administrative et sont utilisés par une clientèle administrative qui s’en sert pour réaliser les activités permettant de réaliser la mission de l’organisation. Les spécialistes de la gestion des documents administratifs sont responsables de la conception et du développement des systèmes requis et apportent leur soutien pour leur déploiement dans l’organisme. L’identification et la protection des documents d’archives de conservation permanente sont la suite logique des activités de gestion des documents actifs et semi-actifs et sont sous la responsabilité des archivistes qui doivent en assumer la garde et la mise en valeur. Cette approche mettait aussi en évidence la mise en place de « systèmes » de gestion documentaire s’appuyant sur une démarche de systématisation des processus. Elle déboucha rapidement sur le concept de Système intégré de gestion des documents administratifs (SIGDA) prônant l’intégration des outils de gestion documentaire (plan de classification, calendrier de conservation et solution logicielle) et la gestion des documents, peu importe le support d’information utilisé (papier, microforme, supports technologiques).
 La gestion électronique des documents (GÉD) – Au cours des années 1990, avec la prolifération des fichiers informatiques et le développement de l’industrie du logiciel, le concept de Gestion électronique des documents (GÉD) fit son apparition. Il s’agissait en fait de la réponse technologique apportée par des technologues à l’« archivage » des documents numériques. Selon les spécialistes de la GÉD, le papier devait désormais s’éliminer par lui-même dans les organisations pour ne laisser la place qu’à l’information virtuelle qu’il ne serait plus nécessaire de gérer : l’indexation automatique et la recherche des contenus ainsi que la génération et l’utilisation de métadonnées descriptives permettraient de résoudre automatiquement, ou presque, les problèmes liés à la création, au stockage, au repérage et à l’utilisation des documents. Plus besoin de plan de classification pour structurer et constituer les dossiers, ni de calendrier de conservation pour gérer leur cycle de vie. Les capacités de stockage grandissantes et les coûts à la baisse des supports électromagnétiques ne justifieraient pas les efforts traditionnels de gestion documentaire. Mais il y avait un hic : que faire avec les masses de documents et de dossiers qui continueraient à être générées en format papier? Les numériser.
La gestion des connaissances (KM) – Puis apparut le « Knowledge Management », la gestion des connaissances définie à juste titre, dans cette encyclopédie, comme étant « l'ensemble des méthodes et des techniques permettant de percevoir, d'identifier, d'analyser, d'organiser, de mémoriser, et de partager des connaissances entre les membres des organisations, en particulier les savoirs créés par l'entreprise elle-même (marketing, recherche et développement…) ou acquis de l'extérieur » en vue d'atteindre les objectifs fixés. L’accent étant mis sur l’information, le savoir, le savoir-faire et l’expertise, plus que jamais la consignation et la gestion de cette information deviennent un objectif majeur dans un organisme pour protéger ses droits et ses propriétés intellectuelles et assurer sa compétitivité et sa pérennité.
La norme ISO 15489 « Records Management » - Un événement majeur marqua le début du XXIe siècle : la publication, en 2001, d’une nouvelle norme ISO qui fournit un certain nombre de recommandations pour la gestion des documents des organismes publics et des organisations du secteur privé, sans égard au support qui porte l’information. L’objectif de cette norme qui officialise à l’échelle internationale cette fonction administrative est de garantir que tous les documents bénéficient de l’attention et de la protection qu’on doit leur accorder afin que leurs valeurs de preuve et d’information soient assurées pendant tout leur cycle de vie. Il ne restait qu’un pas à franchir pour que soit énoncé le concept de Gestion intégrée des documents (GID).
La gestion intégrée des documents (GID) – En 2003, le Québec adoptait sa Loi concernant le cadre juridique des technologies de l’information qui reconnaît la valeur juridique d’un document, peu importe le support sur lequel est consignée l’information composée de textes, d’images ou de sons. Quelques années plus tard, le gouvernement du Québec adopte le modèle conceptuel de la Gestion intégrée des documents (GID) administratifs, d’archives ou de référence en format papier et technologiques. Cette approche trouve maintenant des adeptes dans les autres organismes publics et, de plus en plus, dans les organisations du secteur privé québécois, les concepts liés à la GÉD et à l’archivistique étant de moins en moins utilisés dans le vocabulaire courant. Pendant ce temps, en 2009, le gouvernement français optait pour l’expression « gestion de l’archivage » en lieu et place de « Records Management » alors que dans le monde anglo-saxon, une panoplie d’expressions servent à identifier en tout ou en partie cette fonction administrative: Records and Information Management (RIM), Enterprise Content Management (ECM), Information Management (IM), Business Process Management (BPM, ou pilotage des processus métier), Electronic Records Management (ERM), Information Access Organization (IAO), Email Management (EMM), Documents Management Systems (DMS)…